# Povilas Mykolaitis
Povilas Mykolaitis (né le 23 février 1983 à Marijampolė) est un athlète lituanien spécialiste du saut en longueur.

## Carrière
Médaillé de bronze lors des Championnats d'Europe espoirs 2005, Povilas Mykolaitis est éliminé au stade des qualifications lors des Championnats du monde d'Helsinki. Il remporte le titre de champion de Lituanie de la longueur en 2008 et 2010, ainsi que celui du triple saut en 2008.
Il se classe cinquième des Championnats d'Europe en salle de Paris-Bercy, en mars 2011, avec un bond à 7,97 m.
Ses records personnels sont de 8,15 m en plein air et 8,13 m en salle, établis respectivement en 2011 et 2005.

### Palmarès
| Date | Compétition                    | Lieu   | Résultat | Performance |
| ---- | ------------------------------ | ------ | -------- | ----------- |
| 2005 | Championnats d'Europe espoirs  | Erfurt | 3e       | 8,00 m      |
| 2011 | Championnats d'Europe en salle | Paris  | 5e       | 7,97 m      |

### Records
| Épreuve                  | Performance | Lieu   | Date            |
| ------------------------ | ----------- | ------ | --------------- |
| Saut en longueur         | 8,15 m      | Kaunas | 4 juin 2011     |
| Saut en longueur (salle) | 8,13 m      | Kaunas | 11 février 2005 |